# Liste der Staatsoberhäupter 1990
Übersicht
◄◄ | ◄ | 1986 | 1987 | 1988 | 1989 | Liste der Staatsoberhäupter 1990 | 1991 | 1992 | 1993 | 1994 | ► | ►►

Weitere Ereignisse

## Afrika
- Ägypten
  - Staatsoberhaupt: Präsident Husni Mubarak (1981–2011) (1981–1982 Ministerpräsident)
  - Regierungschef: Ministerpräsident Atif Muhammad Nagib Sidqi (1986–1996)
- Algerien
  - Staatsoberhaupt: Präsident Chadli Bendjedid (1979–1992)
  - Regierungschef: Ministerpräsident Mouloud Hamrouche (1989–1991)
- Angola
  - Staats- und Regierungschef: Präsident José Eduardo dos Santos (1979–2017)
- Äquatorialguinea
  - Staatsoberhaupt: Präsident Teodoro Obiang Nguema Mbasogo (seit 1979) (bis 1982 Vorsitzender des Obersten Militärrats)
  - Regierungschef: Premierminister Cristino Seriche Malabo Bioko (1982–1992)
- Äthiopien
  - Staatsoberhaupt: Präsident Mengistu Haile Mariam (1974, 1977–1991) (bis 1987 Vorsitzender des provisorischen militärischen Verwaltungsrats)
  - Regierungschef: Ministerpräsident Hailu Yimenu (1989–1991) (kommissarisch)
- Benin
  - Staatsoberhaupt: Präsident Mathieu Kérékou (1972–1991, 1996–2006)
  - Regierungschef: Ministerpräsident Nicéphorin Soglo (12. März 1990–1991) (1991–1996 Präsident) (Amt neu geschaffen)
- Botswana
  - Staats- und Regierungschef: Präsident Quett Masire (1980–1998)
- Burkina Faso
  - Staats- und Regierungschef: Präsident Blaise Compaoré (1987–2014)
- Burundi
  - Staatsoberhaupt: Präsident Pierre Buyoya (1987–1993, 1996–2003)
  - Regierungschef: Ministerpräsident Adrien Sibomana (1988–1993)
- Dschibuti
  - Staatsoberhaupt: Präsident Hassan Gouled Aptidon (1977–1999) (1977 Ministerpräsident)
  - Regierungschef: Ministerpräsident Barkat Gourad Hamadou (1978–2001)
- Elfenbeinküste
  - Staatsoberhaupt: Präsident Félix Houphouët-Boigny (1960–1993)
  - Regierungschef: Ministerpräsident Alassane Ouattara (7. November 1990–1993) (seit 2010 Präsident) (Amt neu geschaffen)
- Gabun
  - Staatsoberhaupt: Präsident Omar Bongo (1967–2009)
  - Regierungschef:
    - Ministerpräsident Léon Mébiame (1975–3. Mai 1990)
    - Ministerpräsident Casimir Oyé-Mba (3. Mai 1990–1994)
- Gambia
  - Staats- und Regierungschef: Präsident Dawda Jawara (1970–1994) (1965–1970 Ministerpräsident)
- Ghana
  - Staats- und Regierungschef: Vorsitzender des provisorischen Nationalen Verteidigungsrats Jerry Rawlings (1979, 1981–2001) (ab 1993 Präsident)
- Guinea
  - Staats- und Regierungschef: Präsident Lansana Conté (1984–2008)
- Guinea-Bissau
  - Staats- und Regierungschef: Präsident João Bernardo Vieira (1980–1984, 1984–1999, 2005–2009) (1978–1980 Premierminister)
- Kamerun
  - Staats- und Regierungschef: Präsident Paul Biya (seit 1982)
- Kap Verde
  - Staatsoberhaupt: Präsident Aristides Pereira (1975–1991)
  - Regierungschef: Premierminister Pedro Pires (1975–1991) (2001–2011 Präsident)
- Kenia
  - Staats- und Regierungschef: Präsident Daniel arap Moi (1978–2002)
- Komoren
  - Staats- und Regierungschef: Präsident Said Mohamed Djohar (1989–1995, 1996) (bis 20. März 1990 kommissarisch)
- Volksrepublik Kongo (1960–1970 Kongo-Brazzaville; ab 1992 Republik Kongo)
  - Staatsoberhaupt: Präsident Denis Sassou-Nguesso (1979–1992, seit 1997)
  - Regierungschef:
    - Ministerpräsident Alphonse Poaty-Souchlaty (1989–3. Dezember 1990)
    - Ministerpräsident Pierre Moussa (3. Dezember 1990–1991)
- Lesotho
  - Staatsoberhaupt:
    - König Moshoeshoe II. (1966–1970, 1970–12. November 1990, 1995–1996)
      - Regentin Mamohato (1970, 10. März 1990–12. November 1990, 1996)

    - König Letsie III. (12. November 1990–1995, seit 1996)

  - Regierungschef: Vorsitzender des Militärrats Justin Metsing Lekhanya (1986–1991)
- Liberia
  - Staats- und Regierungschef:
    - Präsident Samuel K. Doe (1980–9. September 1990) (bis 1984 Vorsitzender des Erlöungsrats des Volkes)
    - umstritten (9. September 1990–22. November 1990)
    - Präsident der Übergangsregierung der Nationalen Einheit Amos Sawyer (22. November 1990–1994)
- Libyen
  - Revolutionsführer: Muammar al-Gaddafi (1969–2011) (1969–1979 Generalsekretär des Allgemeinen Volkskongresses)
  - Staatsoberhaupt:
    - Generalsekretär des Allgemeinen Volkskongresses Miftah al-Usta Umar (1984–7. Oktober 1990)
    - Generalsekretär des Allgemeinen Volkskongresses Abd ar-Razzaq as-Sausa (7. Oktober 1990–1992)

  - Regierungschef:
    - Generalsekretär des Allgemeinen Volkskomitees Umar Mustafa al-Muntasir (1987–7. Oktober 1990)
    - Generalsekretär des Allgemeinen Volkskomitees Abu Zaid Umar Durda (7. Oktober 1990–1994)
- Madagaskar
  - Staatsoberhaupt: Präsident Didier Ratsiraka (1975–1993, 1997–2002)
  - Regierungschef: Ministerpräsident Victor Ramahatra (1988–1991)
- Malawi
  - Staats- und Regierungschef: Präsident Hastings Kamuzu Banda (1966–1994) (1964–1966 Ministerpräsident)
- Mali
  - Staats- und Regierungschef: Präsident Moussa Traoré (1968–1991)
- Marokko
  - Staatsoberhaupt: König Hassan II. (1961–1999)
  - Regierungschef: Ministerpräsident Azzedine Laraki (1986–1992)
- Mauretanien
  - Staatsoberhaupt: Präsident Maaouya Ould Sid’Ahmed Taya (1984–2005) (1981–1984, 1984–1992 Ministerpräsident)
  - Regierungschef: Premierminister Maaouya Ould Sid’Ahmed Taya (1981–1984, 1984–1992) (1984–2005 Präsident)
- Mauritius
  - Staatsoberhaupt: Königin Elisabeth II. (1968–1992)
    - Generalgouverneur: Veerasamy Ringadoo (1986–1992) (1992 Präsident)

  - Regierungschef: Ministerpräsident Anerood Jugnauth (1982–1995, 2000–2003, 2014–2017) (2003–2012 Präsident)
- Mosambik
  - Staatsoberhaupt: Präsident Joaquim Alberto Chissano (1986–2005)
  - Regierungschef: Ministerpräsident Mário Fernandes da Graça Machungo (1976–1994)
- Namibia (seit 21. März 1990 unabhängig)
  - Staatsoberhaupt: Präsident Sam Nujoma (21. März 1990–2005)
  - Regierungschef: Ministerpräsident Hage Geingob (21. März 1990–2002, 2012–2015) (2015–2024 Präsident)
- Niger
  - Staatsoberhaupt: Präsident des Obersten Militärrats Ali Saibou (1987–1993) (ab 1989 Präsident)
  - Regierungschef: Ministerpräsident Aliou Mahamidou (2. März 1990–1991)
- Nigeria
  - Staats- und Regierungschef: Präsident des Regierenden Rates der Streitkräfte Ibrahim Babangida (1985–1993)
- Ruanda
  - Staats- und Regierungschef: Präsident Juvénal Habyarimana (1973–1994)
- Sambia
  - Staatsoberhaupt: Präsident Kenneth Kaunda (1964–1991)
  - Regierungschef: Ministerpräsident Malimba Masheke (1989–1991)
- São Tomé und Príncipe
  - Staatsoberhaupt: Präsident Manuel Pinto da Costa (1975–1991, 2011–2016)
  - Regierungschef: Premierminister Celestino Rocha da Costa (1988–1991)
- Senegal
  - Staats- und Regierungschef: Präsident Abdou Diouf (1981–2000) (1970–1980 Ministerpräsident)
- Seychellen
  - Staats- und Regierungschef: Präsident France-Albert René (1977–2004) (1976–1977 Ministerpräsident)
- Sierra Leone
  - Staats- und Regierungschef: Präsident Joseph Saidu Momoh (1985–1992)
- Simbabwe
  - Staats- und Regierungschef: Präsident Robert Mugabe (1987–2017) (1980–1987 Ministerpräsident)
- Somalia
  - Staatsoberhaupt: Präsident Siad Barre (1969–1991)
  - Regierungschef:
    - Ministerpräsident Mohammed Ali Samatar (1987–3. September 1990)
    - Ministerpräsident Mohammed Hawadle Madar (3. September 1990–1991)
- Südafrika
  - Staats- und Regierungschef: Präsident Frederik Willem de Klerk (1989–1994)
- Sudan
  - Staats- und Regierungschef: Präsident des Revolutionären Kommandorats zur Errettung der Nation Umar al-Baschir (1989–2019) (ab 1993 Präsident)
- Swasiland
  - Staatsoberhaupt: König Mswati III. (seit 1986)
  - Regierungschef: Premierminister Obed Dlamini (1989–1993)
- Tansania
  - Staatsoberhaupt: Präsident Ali Hassan Mwinyi (1985–1995)
  - Regierungschef:
    - Ministerpräsident Joseph Sinde Warioba (1985–9. November 1990)
    - Ministerpräsident John Malecela (9. November 1990–1994)
- Togo
  - Staats- und Regierungschef: Präsident Gnassingbé Eyadéma (1967–2005)
- Tschad
  - Staats- und Regierungschef:
    - Präsident Hissène Habré (1982–1. Dezember 1990) (1978–1979 Premierminister)
    - Präsident Jean Alingué Bawoyeu (1. Dezember 1990–2. Dezember 1990) (kommissarisch) (1991–1992 Premierminister)
    - Präsident Idriss Déby (2. Dezember 1990–2021)
- Tunesien
  - Staatsoberhaupt: Präsident Zine el-Abidine Ben Ali (1987–2011) (1987 Premierminister)
  - Regierungschef: Ministerpräsident Hamed Karoui (1989–1999)
- Uganda
  - Staatsoberhaupt: Präsident Yoweri Museveni (seit 1986)
  - Regierungschef: Premierminister Samson Kisekka (1986–1991)
- Westsahara (umstritten)
  - Staatsoberhaupt: Präsident Mohamed Abdelaziz (1976–2016) (im Exil)
  - Regierungschef: Ministerpräsident Mahfoud Ali Beiba (1982–1985, 1988–1993, 1995–1999) (im Exil)
- Zaïre (bis 1964 Republik Kongo, 1964–1971, seit 1997 Demokratische Republik Kongo)
  - Staatsoberhaupt: Präsident Mobutu Sese Seko (1965–1997)
  - Regierungschef:
    - Ministerpräsident Kengo Wa Dondo (1982–1986, 1988–4. Mai 1990, 1994–1997)
    - Ministerpräsident Lunda Bululu (4. Mai 1990–1991)
- Zentralafrikanische Republik
  - Staats- und Regierungschef: Präsident André Kolingba (1981–1993) (bis 1985 Vorsitzender des Militärkomitees des Nationalen Wiederaufbaus)

## Amerika

### Nordamerika
- Kanada
  - Staatsoberhaupt: Königin Elisabeth II. (1952–2022)
    - Generalgouverneur/-in:
      - Jeanne Sauvé (1984–29. Januar 1990)
      - Ray Hnatyshyn (29. Januar 1990–1995)

  - Regierungschef: Premierminister Brian Mulroney (1984–1993)
- Mexiko
  - Staats- und Regierungschef: Präsident Carlos Salinas de Gortari (1988–1994)
- Vereinigte Staaten von Amerika
  - Staats- und Regierungschef: Präsident George H. W. Bush (1989–1993)

### Mittelamerika
- Antigua und Barbuda
  - Staatsoberhaupt: Königin Elisabeth II. (1981–2022)
    - Generalgouverneur Wilfred E. Jacobs (1981–1993)

  - Regierungschef: Premierminister Vere Cornwall Bird (1981–1994)
- Bahamas
  - Staatsoberhaupt: Königin Elisabeth II. (1973–2022)
    - Generalgouverneur: Henry Milton Taylor (1988–1992)

  - Regierungschef: Premierminister Lynden O. Pindling (1973–1992)
- Barbados
  - Staatsoberhaupt: Königin Elisabeth II. (1966–2021)
    - Generalgouverneur/-in:
      - Hugh Springer (1984–6. Juni 1990)
      - Nita Barrow (6. Juni 1990–1995)

  - Regierungschef: Premierminister Lloyd Erskine Sandiford (1987–1994)
- Belize
  - Staatsoberhaupt: Königin Elisabeth II. (1981–2022)
    - Generalgouverneurin: Minita Gordon (1981–1993)

  - Regierungschef: Premierminister George Cadle Price (1981–1984, 1989–1993)
- Costa Rica
  - Staats- und Regierungschef:
    - Präsident Óscar Arias Sánchez (1986–8. Mai 1990, 2006–2010)
    - Präsident Rafael Ángel Calderón Fournier (8. Mai 1990–1994)
- Dominica
  - Staatsoberhaupt: Präsident Clarence A. Seignoret (1983–1993)
  - Regierungschef: Ministerpräsidentin Eugenia Charles (1980–1995)
- Dominikanische Republik
  - Staats- und Regierungschef: Präsident Joaquín Balaguer (1960–1962, 1966–1978, 1986–1996)
- El Salvador
  - Staats- und Regierungschef: Präsident Alfredo Cristiani Burkard (1989–1994)
- Grenada
  - Staatsoberhaupt: Königin Elisabeth II. (1974–2022)
    - Generalgouverneur: Paul Scoon (1978–1992)

  - Regierungschef:
    - Ministerpräsident Ben Jones (1989–16. März 1990)
    - Ministerpräsident Nicholas Brathwaite (1983–1984, 16. März 1990–1995)
- Guatemala
  - Staats- und Regierungschef: Präsident Marco Vinicio Cerezo Arévalo (1986–1991)
- Haiti
  - Staats- und Regierungschef:
    - Präsident Prosper Avril (1988–10. März 1990)
    - Präsident Hérard Abraham (10. März 1990–13. März 1990) (kommissarisch)
    - Präsidentin Ertha Pascal-Trouillot (13. März 1990–1991, 1991) (kommissarisch)
- Honduras
  - Staats- und Regierungschef:
    - Präsident José Simón Azcona del Hoyo (1986–27. Januar 1990)
    - Präsident Rafael Leonardo Callejas (27. Januar 1990–1994)
- Jamaika
  - Staatsoberhaupt: Königin Elisabeth II. (1962–2022)
    - Generalgouverneur: Florizel Glasspole (1973–1991)

  - Regierungschef: Ministerpräsident Michael Manley (1972–1980, 1989–1992)
- Kuba
  - Staatsoberhaupt und Regierungschef: Präsident des Staatsrats und des Ministerrats Fidel Castro (1976–2008) (1959–1976 Ministerpräsident)
- Nicaragua
  - Staats- und Regierungschef:
    - Präsident Daniel Ortega (1985–1990, seit 2007) (1979–2005 Mitglied der Regierungsjunta des nationalen Wiederaufbaus)
    - Präsidentin Violeta Barrios de Chamorro (25. April 1990–1997) (1979–1980 Mitglied der Regierungsjunta des nationalen Wiederaufbaus)
- Panama
  - Staats- und Regierungschef: Präsident Guillermo Endara Galimany (1989–1994)
- St. Kitts und Nevis
  - Staatsoberhaupt: Königin Elisabeth II. (1983–2022)
    - Generalgouverneur Clement Athelston Arrindell (1983–1995)

  - Regierungschef: Ministerpräsident Kennedy Simmonds (1983–1995)
- St. Lucia
  - Staatsoberhaupt: Königin Elisabeth II. (1979–2022)
    - Generalgouverneur: Stanislaus A. James (1988–1996)

  - Regierungschef: Ministerpräsident John Compton (1982–1996, 2006–2007)
- St. Vincent und die Grenadinen
  - Staatsoberhaupt: Königin Elisabeth II. (1979–2022)
    - Generalgouverneur: David Jack (1989–1996)

  - Regierungschef: Ministerpräsident James Fitz-Allen Mitchell (1984–2000)
- Trinidad und Tobago
  - Staatsoberhaupt: Präsident Noor Hassanali (1987–1997)
  - Regierungschef: Premierminister Arthur N. R. Robinson (1986–1991)

### Südamerika
- Argentinien
  - Staats- und Regierungschef: Präsident Carlos Menem (1989–1999)
- Bolivien
  - Staats- und Regierungschef: Präsident Jaime Paz Zamora (1989–1993)
- Brasilien
  - Staats- und Regierungschef:
    - Präsident José Sarney (1985–15. März 1990)
    - Präsident Fernando Collor de Mello (15. März 1990–1992)
- Chile
  - Staats- und Regierungschef:
    - Präsident Augusto Pinochet (1974–11. März 1990)
    - Präsident Patricio Aylwin (11. März 1990–1994)
- Ecuador
  - Staats- und Regierungschef: Präsident Rodrigo Borja (1988–1992)
- Guyana
  - Staatsoberhaupt: Präsident Hugh Desmond Hoyte (1985–1992) (1984–1985 Premierminister)
  - Regierungschef: Ministerpräsident Hamilton Green (1985–1992)
- Kolumbien
  - Staats- und Regierungschef:
    - Präsident Virgilio Barco Vargas (1986–7. August 1990)
    - Präsident César Gaviria (7. August 1990–1994)
- Paraguay
  - Staats- und Regierungschef: Präsident Andrés Rodríguez (1989–1993)
- Peru
  - Staatsoberhaupt:
    - Präsident Alan García (1985–28. Juli 1990, 2006–2011)
    - Präsident Alberto Fujimori (28. Juli 1990–2000)

  - Regierungschef:
    - Ministerpräsident Guillermo Larco Cox (1987–1988, 1989–28. Juli 1990)
    - Ministerpräsident Juan Carlos Hurtado Miller (28. Juli 1990–1991)
- Suriname
  - Staatschef:
    - Präsident Ramsewak Shankar (1988–24. Dezember 1990)
    - Präsident Ivan Graanoogst (24. Dezember 1990–29. Dezember 1990)
    - Präsident Johan Kraag (29. Dezember 1990–1991)

  - Regierungschef: Vizepräsident Henck A. E. Arron (1975–1980, 1988–24. Dezember 1990)
- Uruguay
  - Staats- und Regierungschef:
    - Präsident Julio María Sanguinetti (1985–1. März 1990, 1995–2000)
    - Präsident Luis Alberto Lacalle (1. März 1990–1995)
- Venezuela
  - Staats- und Regierungschef: Präsident Carlos Andrés Pérez (1974–1979, 1989–1993)

## Asien

### Ost-, Süd- und Südostasien
- Bangladesch
  - Staatsoberhaupt:
    - Präsident Hossain Mohammad Ershad (1982, 1983–6. Dezember 1990)
    - Präsident Shahabuddin Ahmed (6. Dezember 1990–1991, 1996–2001) (kommissarisch)

  - Regierungschef:
    - Ministerpräsident Kazi Zafar Ahmed (1989–6. Dezember 1990)
    - vakant (6. Dezember 1990–1991)
- Bhutan
  - Staats- und Regierungschef: König Jigme Singye Wangchuck (1972–2006)
- Brunei
  - Staats- und Regierungschef: Sultan Hassanal Bolkiah (seit 1967)
- Republik China (Taiwan)
  - Staatsoberhaupt: Präsident Lee Teng-hui (1988–2000)
  - Regierungschef:
    - Ministerpräsident Lee Huan (1989–30. Mai 1990)
    - Ministerpräsident Hau Pei-tsun (30. Mai 1990–1993)
- Volksrepublik China
  - Parteichef: Generalsekretär der Kommunistischen Partei Chinas Jiang Zemin (1989–2002) (1993–2003 Präsident)
  - Staatsoberhaupt: Präsident Yang Shangkun (1988–1993)
  - Regierungschef: Ministerpräsident Li Peng (1987–1998)
- Indien
  - Staatsoberhaupt: Präsident R. Venkataraman (1987–1992)
  - Regierungschef:
    - Premierminister Vishwanath Pratap Singh (1989–10. November 1990)
    - Premierminister Chandra Shekhar (10. November 1990–1991)
- Indonesien
  - Staats- und Regierungschef: Präsident Suharto (1967–1998)
- Japan
  - Staatsoberhaupt: Kaiser Akihito (1989–2019)
  - Regierungschef: Premierminister Toshiki Kaifu (1989–1991)
- Kambodscha
  - Staatsoberhaupt: Vorsitzender des Staatsrats Heng Samrin (1979–1992) (bis 1981 Präsident des revolutionären Volksrats)
  - Regierungschef: Premierminister Hun Sen (1985–2023)
- Nordkorea
  - Vorsitzender der Nationalen Verteidigungskommission: Kim Il-sung (1948–1994)
  - Vorsitzender des Präsidiums der Obersten Volksversammlung: Kim Il-sung (1972–1994)
  - Regierungschef: Ministerpräsident Yon Hyong-muk (1988–1992)
- Südkorea
  - Staatsoberhaupt: Präsident Roh Tae-woo (1988–1993)
  - Regierungschef:
    - Ministerpräsident Kang Young-hoon (1988–27. Dezember 1990)
    - Ministerpräsident Roh Jae-bong (27. Dezember 1990–1991)
- Laos
  - Staatsoberhaupt: Präsident Souphanouvong (1975–1991)
  - Regierungschef: Ministerpräsident Kaysone Phomvihane (1975–1991) (1991–1992 Präsident)
- Malaysia
  - Staatsoberhaupt: Oberster Herrscher Azlan Shah (1989–1994)
  - Regierungschef: Premierminister Mahathir bin Mohamad (1981–2003, 2018–2020)
- Malediven
  - Staats- und Regierungschef: Präsident Maumoon Abdul Gayoom (1978–2008)
- Myanmar
  - Staatsoberhaupt: Vorsitzender des Staatsrats für Frieden und Entwicklung Saw Maung (1988–1992) (1988–1992 Ministerpräsident)
  - Regierungschef: Ministerpräsident Saw Maung (1988–1992) (1988–1992 Vorsitzender des Staatsrats für Frieden und Entwicklung)
- Nepal
  - Staatsoberhaupt: König Birendra (1972–2001)
  - Regierungschef:
    - Ministerpräsident Marich Man Singh Shrestha (1986–6. April 1990)
    - Ministerpräsident Lokendra Bahadur Chand (1983–1986, 6. April 1990–19. April 1990)
    - Ministerpräsident Krishna Prasad Bhattarai (19. April 1990–1991, 1999–2000)
- Pakistan
  - Staatsoberhaupt: Präsident Ghulam Ishaq Khan (1988–1993)
  - Regierungschef:
    - Ministerpräsidentin Benazir Bhutto (1988–6. August 1990, 1993–1996)
    - Ministerpräsident Ghulam Mustafa Jatoi (6. August 1990–6. November 1990) (kommissarisch)
    - Ministerpräsident Nawaz Sharif (6. November 1990–1993, 1993, 1997–1999 , 2013–2017)
- Philippinen
  - Staats- und Regierungschef: Präsidentin Corazon Aquino (1986–1992)
- Singapur
  - Staatsoberhaupt: Präsident Wee Kim Wee (1985–1993)
  - Regierungschef:
    - Premierminister Lee Kuan Yew (1959–28. November 1990)
    - Premierminister Goh Chok Tong (28. November 1990–2004)
- Sri Lanka
  - Staatsoberhaupt: Präsident Ranasinghe Premadasa (1989–1993) (1978–1989 Premierminister)
  - Regierungschef: Premierminister Dingiri Banda Wijetunga (1989–1993) (1993–1994 Präsident)
- Thailand
  - Staatsoberhaupt: König Rama IX. Bhumibol Adulyadej (1946–2016)
  - Regierungschef: Ministerpräsident Chatichai Choonhavan (1988–1991)
- Vietnam
  - Staatsoberhaupt: Vorsitzender des Staatsrats Võ Chí Công (1987–1992)
  - Regierungschef: Vorsitzender des Ministerrats Đỗ Mười (1988–1991)

### Vorderasien
- Bahrain
  - Staatsoberhaupt: Emir Isa II. (1971–1999)
  - Regierungschef: Ministerpräsident Chalifa ibn Salman Al Chalifa (1971–2020)
- Irak
  - Staats- und Regierungschef: Präsident Saddam Hussein (1979–2003)
- Iran
  - Religiöses Oberhaupt: Oberster Rechtsgelehrter Ali Chamene’i (seit 1989) (1981–1989 Ministerpräsident)
  - Staatsoberhaupt: Präsident Akbar Hāschemi Rafsandschāni (1989–1997)
- Israel
  - Staatsoberhaupt: Präsident Chaim Herzog (1983–1993)
  - Regierungschef: Ministerpräsident Jitzchak Schamir (1983–1984, 1986–1992)
- Nordjemen (22. Mai 1990 Vereinigung mit dem Südjemen)
  - Staatsoberhaupt: Präsident Ali Abdullah Salih (1978–22. Mai 1990) (1990–2012 Präsident des Jemen)
  - Regierungschef: Ministerpräsident Abd al-Aziz Abd al-Ghani (1975–1980, 1983–22. Mai 1990) (1994–1997 Ministerpräsident des Jemen)
- Südjemen (22. Mai 1990 Vereinigung mit dem Nordjemen)
  - Staatsoberhaupt: Vorsitzender des Präsidiums des obersten Volksrates Haidar Abu Bakr al-Attas (1986–22. Mai 1990) (1985–1986 Ministerpräsident; 1990–1994 Ministerpräsident des Jemen)
  - Regierungschef: Ministerpräsident Yasin Said Numan (1986–22. Mai 1990)
- Jemen
  - Staatsoberhaupt: Vorsitzender des Präsidialrates Ali Abdullah Salih (22. Mai 1990–2012) (ab 1994 Präsident) (1978–1990 Präsident des Nordjemen)
  - Regierungschef: Ministerpräsident Haidar Abu Bakr al-Attas (22. Mai 1990–1994) (1985–1986 Ministerpräsident des Südjemen; 1986–1990 Präsident des Südjemen)
- Jordanien
  - Staatsoberhaupt: König Hussein (1952–1999)
  - Regierungschef: Ministerpräsident Mudar Badran (1976–1979, 1980–1984, 1989–1991)
- Katar
  - Staats- und Regierungschef: Emir Chalifa bin Hamad Al Thani (1972–1995)
- Kuwait (8. August 1990–1991 von Irak annektiert)
  - Staatsoberhaupt: Emir Dschabir III. (1977–2006) (1962–1963, 1965–1978 Ministerpräsident)
  - Regierungschef:
    - Ministerpräsident Sa'ad al-Abdallah as-Salim as-Sabah (1978–2003) (2006 Emir)
    - Ministerpräsident Alaa Hussein Ali (4. August 1990–8. August 1990) (unter irakischer Besetzung)
- Libanon
  - Staatsoberhaupt: Präsident Élias Hrawi (1989–1998)
  - Regierungschef: (1988–1990 umstritten)
    - Ministerpräsident Selim al-Hoss (1976–1980, 1987–24. Dezember 1990, 1998–2000)
    - Ministerpräsident Omar Karami (24. Dezember 1990–1992, 2004–2005)
    - Ministerpräsident Michel Aoun (1988–13. Oktober 1990) (Chef der Militärregierung)
- Oman
  - Staats- und Regierungschef: Sultan Qabus ibn Said (1970–2020)
- Saudi-Arabien
  - Staats- und Regierungschef: König Fahd ibn Abd al-Aziz (1982–2005)
- Syrien
  - Staatsoberhaupt: Präsident Hafiz al-Assad (1971–2000) (1970–1971 Ministerpräsident)
  - Regierungschef: Ministerpräsident Mahmud Zuabi (1987–2000)
- Türkei
  - Staatsoberhaupt: Präsident Turgut Özal (1989–1993) (1983–1989 Ministerpräsident)
  - Regierungschef: Ministerpräsident Yıldırım Akbulut (1989–1991)
- Vereinigte Arabische Emirate
  - Staatsoberhaupt: Präsident Zayid bin Sultan Al Nahyan (1971–2004) (1966–2004 Emir von Abu Dhabi)
  - Regierungschef:
    - Ministerpräsident Raschid bin Said Al Maktum (1979–7. Oktober 1990) (1958–1990 Emir von Dubai)
    - Ministerpräsident Maktum bin Raschid Al Maktum (1971–1979, 20. November 1990–2006) (1990–2006 Emir von Dubai)

### Zentralasien
- Afghanistan
  - Staatsoberhaupt: Präsident Mohammed Nadschibullāh (1987–1992)
  - Regierungschef:
    - Ministerpräsident Sultan Ali Keschtmand (1981–1988, 1989–8. Mai 1990)
    - Ministerpräsident Fazal Haq Chaliqyar (8. Mai 1990–1992)
- Mongolei
  - Staatsoberhaupt:
    - Vorsitzender des Großen Volks-Churals Dschambyn Batmönch (1984–21. März 1990) (1974–1984 Vorsitzender des Ministerrats)
    - Präsident Punsalmaagiin Otschirbat (21. März 1990–1997) (bis 3. September 1990 Vorsitzender des Großen Volks-Churals)

  - Regierungschef:
    - Vorsitzender des Ministerrates Dumaagiin Sodnom (1984–21. März 1990)
    - Vorsitzender des Ministerrates Scharawyn Gungaadordsch (21. März 1990–11. September 1990)
    - Ministerpräsident Daschiin Bjambasüren (11. September 1990–1992)

## Australien und Ozeanien
- Australien
  - Staatsoberhaupt: Königin Elisabeth II. (1952–2022)
    - Generalgouverneur: Bill Hayden (1989–1996)

  - Regierungschef: Premierminister Bob Hawke (1983–1991)
- Cookinseln (unabhängiger Staat in freier Assoziierung mit Neuseeland)
  - Staatsoberhaupt: Königin Elisabeth II. (1965–2022)
    - Queen’s Representative:
      - Tangaroa Tangaroa (1984–19. Dezember 1990)
      - Apenera Short (19. Dezember 1990–2000)

  - Regierungschef: Premierminister Geoffrey Henry (1983, 1989–1999)
- Fidschi
  - Staatsoberhaupt: Präsident Penaia Ganilau (1987–1993) (1983–1987 Generalgouverneur)
  - Regierungschef: Premierminister Kamisese Mara (1970–1987, 1987–1992) (1993–2000 Präsident)
- Kiribati
  - Staats- und Regierungschef: Präsident Ieremia Tabai (1979–1982, 1983–1991)
- Marshallinseln
  - Staats- und Regierungschef: Präsident Amata Kabua (1986–1996)
- Mikronesien
  - Staats- und Regierungschef: Präsident John Haglelgam (1987–1991)
- Nauru
  - Staats- und Regierungschef: Präsident Bernard Dowiyogo (1976–1978, 1989–1995, 1996, 1998–1999, 2000–2001, 2003, 2003)
- Neuseeland
  - Staatsoberhaupt: Königin Elisabeth II. (1952–2022)
    - Generalgouverneur/-in:
      - Paul Reeves (1985–20. November 1990)
      - Catherine Tizard (20. November 1990–1996)

  - Regierungschef:
    - Premierminister Geoffrey Palmer (1989–4. September 1990)
    - Premierminister Mike Moore (4. September 1990–2. November 1990)
    - Premierminister Jim Bolger (2. November 1990–1997)
- Niue (unabhängiger Staat in freier Assoziierung mit Neuseeland)
  - Staatsoberhaupt: Königin Elisabeth II. (1974–2022)
    - Queen’s Representative: Generalgouverneur von Neuseeland

  - Regierungschef: Premierminister Robert Rex (1974–1992)
- Papua-Neuguinea
  - Staatsoberhaupt: Königin Elisabeth II. (1975–2022)
    - Generalgouverneur:
      - Parlamentssprecher Dennis Young (1989–27. Februar 1990, 1991) (kommissarisch)
      - Serei Eri (27. Februar 1990–1991)

  - Regierungschef: Premierminister Rabbie Namaliu (1988–1992)
- Salomonen
  - Staatsoberhaupt: Königin Elisabeth II. (1978–2022)
    - Generalgouverneur: George Lepping (1988–1994)

  - Regierungschef: Premierminister Solomon Mamaloni (1981–1984, 1989–1993, 1994–1997)
- Tonga
  - Staatsoberhaupt: König Taufaʻahau Tupou IV. (1970–2006)
  - Regierungschef: Premierminister Fatafehi Tu'ipelehake (1970–1991)
- Tuvalu
  - Staatsoberhaupt: Königin Elisabeth II. (1978–2022)
    - Generalgouverneur:
      - Tupua Leupena (1986–1. Oktober 1990)
      - Toaripi Lauti (1. Oktober 1990–1993) (1978–1981 Premierminister)

  - Regierungschef: Premierminister Bikenibeu Paeniu (1989–1993, 1996–1999)
- Vanuatu
  - Staatsoberhaupt: Präsident Frederick Karlomuana Timakata (1984, 1989–1994)
  - Regierungschef: Premierminister Walter Hadye Lini (1980–1991)
- Westsamoa (heute Samoa)
  - Staatsoberhaupt: O le Ao o le Malo Tanumafili II. (1962–2007)
  - Regierungschef: Premierminister Tofilau Eti Alesana (1982–1985, 1988–1998)

## Europa
- Albanien
  - Parteichef: 1. Sekretär der albanischen Arbeiterpartei Ramiz Alia (1985–1991) (Staatsoberhaupt 1982–1992)
  - Staatsoberhaupt: Vorsitzender des Präsidiums der Volksversammlung Ramiz Alia (1982–1992) (1991–1992 Präsident) (1985–1991 Parteichef)
  - Regierungschef: Ministerpräsident Adil Çarçani (1981–1991)
- Andorra
  - Co-Fürsten:
    - Staatspräsident von Frankreich: François Mitterrand (1981–1995)
    - Bischof von Urgell: Joan Martí Alanís (1971–2003)

  - Regierungschef:
    - Regierungspräsident Josep Pintat-Solans (1984–12. Januar 1990)
    - Regierungspräsident Òscar Ribas Reig (1982–1984, 12. Januar 1990–1994)
- Belgien
  - Staatsoberhaupt: König Baudouin I. (1951–1993)
  - Regierungschef: Ministerpräsident Wilfried Martens (1979–1981, 1981–1992)
- Bulgarien
  - Parteichef: Generalsekretär der Bulgarischen Kommunistischen Partei Petar Mladenow (1989–2. Februar 1990) (1989–1990 Staatsoberhaupt)
  - Staatsoberhaupt:
    - Staatsratsvorsitzender Petar Mladenow (17. November 1989–6. Juli 1990) (ab 3. April Präsident) (1989–1990 Parteichef)
    - Präsident Stanko Todorow (6. Juli 1990–17. Juli 1990) (kommissarisch) (1971–1981 Regierungschef)
    - Präsident Nikolaj Todorow (17. Juli 1990–1. August 1990) (kommissarisch)
    - Präsident Schelju Schelew (1. August 1990–1997)

  - Regierungschef:
    - Vorsitzender des Ministerrats Georgi Atanassow (1986–8. Februar 1990)
    - Vorsitzender des Ministerrats Andrei Lukanow (8. Februar 1990–20. Dezember 1990)
    - Ministerpräsident Dimitar Popow (20. Dezember 1990–1991)
- Dänemark
  - Staatsoberhaupt: Königin Margrethe II. (1972–2024)
  - Regierungschef: Ministerpräsident Poul Schlüter (1982–1993)
  - Färöer (politisch selbstverwalteter und autonomer Bestandteil des Königreichs Dänemark)
    - Vertreter der dänischen Regierung: Reichsombudsmann Bent Klinte (1988–1995)
    - Regierungschef: Ministerpräsident Jógvan Sundstein (1989–1991)

  - Grönland (politisch selbstverwalteter und autonomer Bestandteil des Königreichs Dänemark)
    - Vertreter der dänischen Regierung: Reichsombudsmann Torben Hede Pedersen (1979–1992)
    - Regierungschef: Ministerpräsident Jonathan Motzfeldt (1979–1991, 1997–2002)
- Bundesrepublik Deutschland
  - Staatsoberhaupt: Bundespräsident Richard von Weizsäcker (1984–1994)
  - Regierungschef: Bundeskanzler Helmut Kohl (1982–1998)
- Deutsche Demokratische Republik (3. Oktober 1990 Beitritt zur Bundesrepublik Deutschland)
  - Staatsoberhaupt:
    - Vorsitzender des Staatsrats Manfred Gerlach (1989–5. April 1990) (kommissarisch)
    - Präsidentin der Volkskammer Sabine Bergmann-Pohl (5. April 1990–3. Oktober 1990)

  - Regierungschef:
    - Vorsitzender des Ministerrates Hans Modrow (1989–12. April 1990)
    - Vorsitzender des Ministerrates Lothar de Maizière (12. April 1990–3. Oktober 1990)
- Finnland
  - Staatsoberhaupt: Präsident Mauno Koivisto (1982–1994) (1968–1970, 1979–1982 Ministerpräsident)
  - Regierungschef: Ministerpräsident Harri Holkeri (1987–1991)
- Frankreich
  - Staatsoberhaupt: Präsident François Mitterrand (1981–1995)
  - Regierungschef: Premierminister Michel Rocard (1988–1991)
- Griechenland
  - Staatsoberhaupt:
    - Präsident Christos Sartzetakis (1985–4. Mai 1990)
    - Präsident Konstantinos Karamanlis (1974, 1980–1985, 4. Mai 1990–1995) (1955–1958, 1958–1961, 1961–1963, 1974–1980 Ministerpräsident)

  - Regierungschef:
    - Ministerpräsident Xenophon Zolotas (1989–11. April 1990)
    - Ministerpräsident Konstantinos Mitsotakis (11. April 1990–1993)
- Irland
  - Staatsoberhaupt:
    - Präsident Patrick Hillery (1976–3. Dezember 1990)
    - Präsidentin Mary Robinson (3. Dezember 1990–1997)

  - Regierungschef: Taoiseach Charles J. Haughey (1979–1981, 1982, 1987–1992)
- Island
  - Staatsoberhaupt: Präsidentin Vigdís Finnbogadóttir (1980–1996)
  - Regierungschef: Ministerpräsident Steingrímur Hermannsson (1983–1987, 1988–1991)
- Italien
  - Staatsoberhaupt: Präsident Francesco Cossiga (1985–1992) (1979–1980 Ministerpräsident)
  - Regierungschef: Ministerpräsident Giulio Andreotti (1972–1973, 1976–1979, 1989–1992)
- Jugoslawien
  - Staatsoberhaupt:
    - Vorsitzender des Präsidiums Janez Drnovšek (1989–15. Mai 1990)
    - Vorsitzender des Präsidiums Borisav Jović (15. Mai 1990–1991)

  - Regierungschef: Präsident des ausführenden Bundesrates Ante Marković (1989–1991)
- Kanalinseln[1]
  - Guernsey
    - Staats- und Regierungschef: Herzogin Elisabeth II. (1952–2022)
      - Vizegouverneur:
        - Alexander Boswell (1985–1990)
        - Michael Wilkins (1990–1994)

  - Jersey
    - Staats- und Regierungschef: Herzogin Elisabeth II. (1952–2022)
      - Vizegouverneur:
        - William Pillar (1985–1990)
        - John Sutton (1990–1995)
- Liechtenstein
  - Staatsoberhaupt: Fürst Hans-Adam II. (seit 1989)
  - Regierungschef: Hans Brunhart (1978–1993)
- Litauen (seit 11. März 1990 unabhängig)
  - Staatsoberhaupt: Vorsitzender der verfassungsgebenden Versammlung Vytautas Landsbergis (11. März 1990–1992)
  - Regierungschef: Ministerpräsidentin Kazimiera Prunskienė (11. März 1990–1991)
- Luxemburg
  - Staatsoberhaupt: Großherzog Jean (1964–2000)
  - Regierungschef: Staatsminister Jacques Santer (1984–1995)
- Malta
  - Staatsoberhaupt: Präsident Ċensu Tabone (1989–1994)
  - Regierungschef: Premierminister Edward Fenech Adami (1987–1996, 1998–2004) (2004–2009 Präsident)
- Isle of Man[1]
  - Staatsoberhaupt: Lord of Man Elisabeth II. (1952–2022)
    - Vizegouverneur:
      - Laurence New (1985–1990)
      - Laurence Jones (1990–1995)

  - Regierungschef: Premierminister Miles Walker (1986–1996)
- Monaco
  - Staatsoberhaupt: Fürst: Rainier III. (1949–2005)
  - Regierungschef: Staatsminister Jean Ausseil (1985–1991)
- Niederlande
  - Staatsoberhaupt: Königin Beatrix (1980–2013)
  - Regierungschef: Ministerpräsident Ruud Lubbers (1982–1994)
  - Niederländische Antillen (Land des Königreichs der Niederlande)
    - Vertreter der niederländischen Regierung:
      - Gouverneur René Römer (1983–15. Januar 1990)
      - Gouverneur Jaime Saleh (15. Januar 1990–2002)

    - Regierungschef:  Ministerpräsidentin Maria Liberia-Peters (1984–1986, 1988–25. November 1993)
- Norwegen
  - Staatsoberhaupt: König Olav V. (1957–1991)
  - Regierungschef:
    - Ministerpräsident Jan P. Syse (1989–3. November 1990)
    - Ministerpräsidentin Gro Harlem Brundtland (1981, 1986–1989, 3. November 1990–1996)
- Österreich
  - Staatsoberhaupt: Bundespräsident Kurt Waldheim (1986–1992)
  - Regierungschef: Bundeskanzler Franz Vranitzky (1986–1997)
- Polen
  - Parteichef: 1. Sekretär Mieczysław Rakowski (1989–27. Januar 1990) (1988–1989 Ministerpräsident)
  - Staatsoberhaupt:
    - Präsident Wojciech Jaruzelski (1985–22. Dezember 1990) (bis 1989 Staatsratsvorsitzender), (1981–1990 Parteichef), (1981–1985 Ministerpräsident)
    - Präsident Lech Wałęsa (22. Dezember 1990–1995)

  - Regierungschef: Ministerpräsident Tadeusz Mazowiecki (1989–1991)
- Portugal
  - Staatsoberhaupt: Präsident Mário Soares (1986–1996) (1976–1978, 1983–1985 Ministerpräsident)
  - Regierungschef: Ministerpräsident Aníbal Cavaco Silva (1985–1995) (seit 2006 Präsident)
- Rumänien
  - Staatsoberhaupt: Präsident Ion Iliescu (1989–1996, 2000–2004)
  - Regierungschef: Ministerpräsident Petre Roman (1989–1991) (bis 20. Juni kommissarisch)
- San Marino
  - Staatsoberhaupt: Capitani Reggenti
    - Gloriana Ranocchini (1984, 1. Oktober 1989–1. April 1990) und Leo Achilli (1. Oktober 1989–1. April 1990)
    - Adolmiro Bartolini (1. April 1990–1. Oktober 1990) und Ottaviano Rossi (1. April 1990–1. Oktober 1990)
    - Cesare Antonio Gasperoni (1. Oktober 1990–1. April 1991, 2005) und Roberto Bucci (1. Oktober 1990–1. April 1991)

  - Regierungschef: Außenminister Gabriele Gatti (1986–2002) (2011–2012 Capitano Reggente)
- Schweden
  - Staatsoberhaupt: König Carl XVI. Gustaf (seit 1973)
  - Regierungschef: Ministerpräsident Ingvar Carlsson (1986–1991, 1994–1996)
- Schweiz[2]
  - Bundespräsident Arnold Koller (1. Januar 1990–31. Dezember 1990, 1997)
  - Bundesrat:
    - Otto Stich (1984–1995)
    - Jean-Pascal Delamuraz (1984–1998)
    - Flavio Cotti (1987–1999)
    - Arnold Koller (1987–1999)
    - René Felber (1988–1993)
    - Adolf Ogi (1988–2000)
    - Kaspar Villiger (1989–2003)
- Sowjetunion
  - Parteichef: Generalsekretär der KPdSU Michail Gorbatschow (1985–1991) (1988–1989 Staatsoberhaupt)
  - Staatsoberhaupt: Vorsitzender des obersten Sowjets Michail Gorbatschow (1988–1991) (ab 15. März Präsident) (1985–1991 Parteichef)
  - Regierungschef: Vorsitzender des Ministerrats Nikolai Ryschkow (1985–1991)
- Spanien
  - Staatsoberhaupt: König Juan Carlos I. (1975–2014)
  - Regierungschef: Ministerpräsident Felipe González (1982–1996)
- Tschechoslowakei
  - Parteichef: Vorsitzender Ladislav Adamec (1989–1. September 1990) (1988–1989 Ministerpräsident)
  - Staatsoberhaupt: Präsident Václav Havel (1989–1992)
  - Regierungschef: Ministerpräsident Marián Čalfa (1989–1992)
- Ungarn
  - Staatsoberhaupt:
    - Präsident Mátyás Szűrös (1989–2. Mai 1990)
    - Präsident Árpád Göncz (2. Mai 1990–2000)

  - Regierungschef:
    - Ministerpräsident Miklós Németh (1988–23. Mai 1990)
    - Ministerpräsident József Antall (23. Mai 1990–1993)
- Vatikanstadt
  - Staatsoberhaupt: Papst Johannes Paul II. (1978–2005)
  - Regierungschef:
    - Präsident des Governatorats Sebastiano Baggio (1984–31. Oktober 1990)
    - Präsident des Governatorats Rosalio Lara (31. Oktober 1990–1997)
- Vereinigtes Königreich
  - Staatsoberhaupt: Königin Elisabeth II. (1952–2022) (gekrönt 1953)
  - Regierungschef:
    - Premierministerin Margaret Thatcher (1979–28. November 1990)
    - Premierminister John Major (28. November 1990–1997)
- Republik Zypern
  - Staats- und Regierungschef: Präsident Georges Vassiliou (1988–1993)
  - Nordzypern (international nicht anerkannt)
    - Staatsoberhaupt: Präsident Rauf Denktaş (1983–2005)
    - Regierungschef: Ministerpräsident Derviş Eroğlu (1985–1994, 1996–2004, 2009–2010) (seit 2010 Präsident)